# 管理情報ベース
管理情報ベース（Management Information Base, MIB）とは、通信ネットワークにおけるデバイスを管理するためのデータベースの一種であり、OSI/ISOネットワーク管理モデルをベースとして発展したものである。ネットワークにおける実体（ルーター、スイッチなど）を管理する（仮想）データベース内のオブジェクトの集合体から構成される。

## 概要
MIB内のオブジェクトは、Abstract Syntax Notation One（ASN.1）のサブセットである "Structure of Management Information Version 2 (SMIv2)" RFC 2578 で定義されている。その構文解析を行うソフトウェアをMIBコンパイラと呼ぶ。
データベースは階層型（木構造）であり、各エントリはオブジェクト識別子を通して識別される。MIBについての RFC としては、RFC 1155 "Structure and Identification of Management Information for TCP/IP based internets" があり、それに関連して RFC 1213 "Management Information Base for Network Management of TCP/IP-based internets" と RFC 1157 "A Simple Network Management Protocol" がある。
SNMPは、ルーターやゲートウェイやスイッチなどの管理対象オブジェクト（MIBオブジェクト）と管理コンソールなどの間のプロトコルであり、MIBを使用している。管理コンソールが制御するコンポーネントは、SNMPマネージャと通信するためのソフトウェアモジュール、いわゆるSNMPエージェントを必要とする。
SNMPは一連のコマンドとクエリを使用する。ネットワークをニーズに合わせてチューニングするため、MIBはそれらコマンドや対象オブジェクト（制御対象実体や潜在的な状態情報源）についての情報を格納している。
MIBオブジェクトは例えば次のようなものである。
- ifOutQLen: 出力キュー長
- atTable: アドレス変換テーブル（ARPテーブルなど）

RFC 1213 ではこれらを必須なものとして定義している。atTable を使わないような環境（DDN-X.25 など）では、atTable は単に空にしておく。このテーブルオブジェクトにはもちろん、テーブルの各エントリの定義 atEntry が含まれ、それぞれの atEntry にインタフェースに関する情報 (if) などが含まれる。
MIB は新たな機能を追加し、曖昧さを排除し、問題を修正するため、定期的に更新されている。それらの更新は RFC 2578 の10章に準拠する。何度も更新されているMIBの例として、もともと RFC 1213 "MIB-II" で定義された重要なオブジェクト群がある。MIB はその後分割され、
- RFC 4293 "Management Information Base for the Internet Protocol (IP)"
- RFC 4022 "Management Information Base for the Transmission Control Protocol (TCP)"
- RFC 4113 "Management Information Base for the User Datagram Protocol (UDP)"
- RFC 2863 "The Interfaces Group MIB"
- RFC 3418 "Management Information Base (MIB) for the Simple Network Management Protocol (SNMP)"

などで定義されている。

## MIBインデックス
MIBはIETFなどの標準化団体が定義する部分と、企業その他が定義する部分がある。

### IETFが管理する部分
IETFの最初の5000のRFCのうち、318のRFCにMIB定義が含まれている。以下はそのごく一部である。
- SNMP - SMI:RFC 1155 - Structure of Management Information （SMI）を定義している。
- MIB-I: RFC 1156 - かつてCMIPで使われていたもので、SNMPでは使わない。
- SNMPv2-SMI: RFC 2578 - Structure of Management Information Version 2 (SMIv2)
- MIB-II: RFC 1213 - Management Information Base for Network Management of TCP/IP-based internets
- SNMPv2-MIB: RFC 3418 - Management Information Base (MIB) for the Simple Network Management Protocol (SNMP)
- TCP-MIB: RFC 4022 - Management Information Base for the Transmission Control Protocol (TCP)
- UDP-MIB: RFC 4113 - Management Information Base for the User Datagram Protocol (UDP)
- IP-MIB: RFC 4293 - Management Information Base for the Internet Protocol (IP)
- IF-MIB: RFC 2863 - The Interfaces Group MIB
- ENTITY-MIB: RFC 4133 - Entity MIB (Version 3)
- ENTITY-STATE-MIB: RFC 4268 - Entity State MIB
- ALARM-MIB: RFC 3877 - Alarm Management Information Base (MIB)
- ファイバーチャネル
  - FC-MGMT-MIB: RFC 4044 Fibre Channel Management MIB
  - FIBRE-CHANNEL-FE-MIB: RFC 2837 Definitions of Managed Objects for the Fabric Element in Fibre Channel Standard
- HPR-IP-MIB: RFC 2584 - Definitions of Managed Objects for APPN/HPR in IP Networks

### IEEEが管理する部分
IETFとIEEEは、IEEEが関わったMIB（イーサネットやブリッジ関連など）をIEEEのワークグループに移管することで合意した。これは現在進行中であり、移管が完了したものはごく一部である。
- ブリッジ (ネットワーク機器)
  - IEEE 802.1ap-2008[1]: ブリッジ関連のIETFのRFCとIEEEの定義を併合し8種類の関連するMIBにしたもの。
- Management Information Base (MIB) Modules / IEEE 802.1